# Goh (Touloum)
Pour les articles homonymes, voir Goh.
Goh est une localité de l'Extrême-Nord du Cameroun située à proximité de la frontière avec le Tchad. Elle dépend de l'arrondissement de Touloum et du département de Mayo-Kani.

## Géographie

### Localisation
Goh se situe entre la commune même de Touloum (se situant à environ 8 km en voiture par la nationale et la départementale) et la frontière avec le Tchad. 

## Population
En 1969, le village comptait 776 habitants, principalement des Toupouri.
Lors du recensement de 2005, la population s'élevait à 2 046 personnes dont 928 hommes et 1 118 femmes.